# Frederik Willem de Klerk
Frederik Willem de Klerk (18 tháng 3 năm 1936–11 tháng 11 năm 2021) là một nhà chính trị Nam Phi, từng làm tổng thống Nam Phi và là người phá bỏ chủ nghĩa phân biệt chủng tộc Apartheid.

## Tiểu sử
Ông sinh ra tại Mayfair, ngoại ô Johannesburg, trong một gia đình có truyền thống chính trị. Ông tốt nghiệp Đại học ngành Luật khoa năm 1958 và thành lập một văn phòng luật trong vòng 10 năm. Tại trường đại học, ông hẹn hò với Marike Willemse, con gái của một giáo sư tại Đại học Pretoria. Họ kết hôn năm 1959, khi de Klerk 23 tuổi và vợ ông 22 tuổi. Năm 1960, ông được bầu vào Quốc hội Nam Phi. Sau đó, ông lần lượt trở thành Bộ trưởng Công nghệ (1979–1982), Bộ trưởng Nội vụ (1982–1985) và Bộ trưởng Ngoại giao (1984–1989).

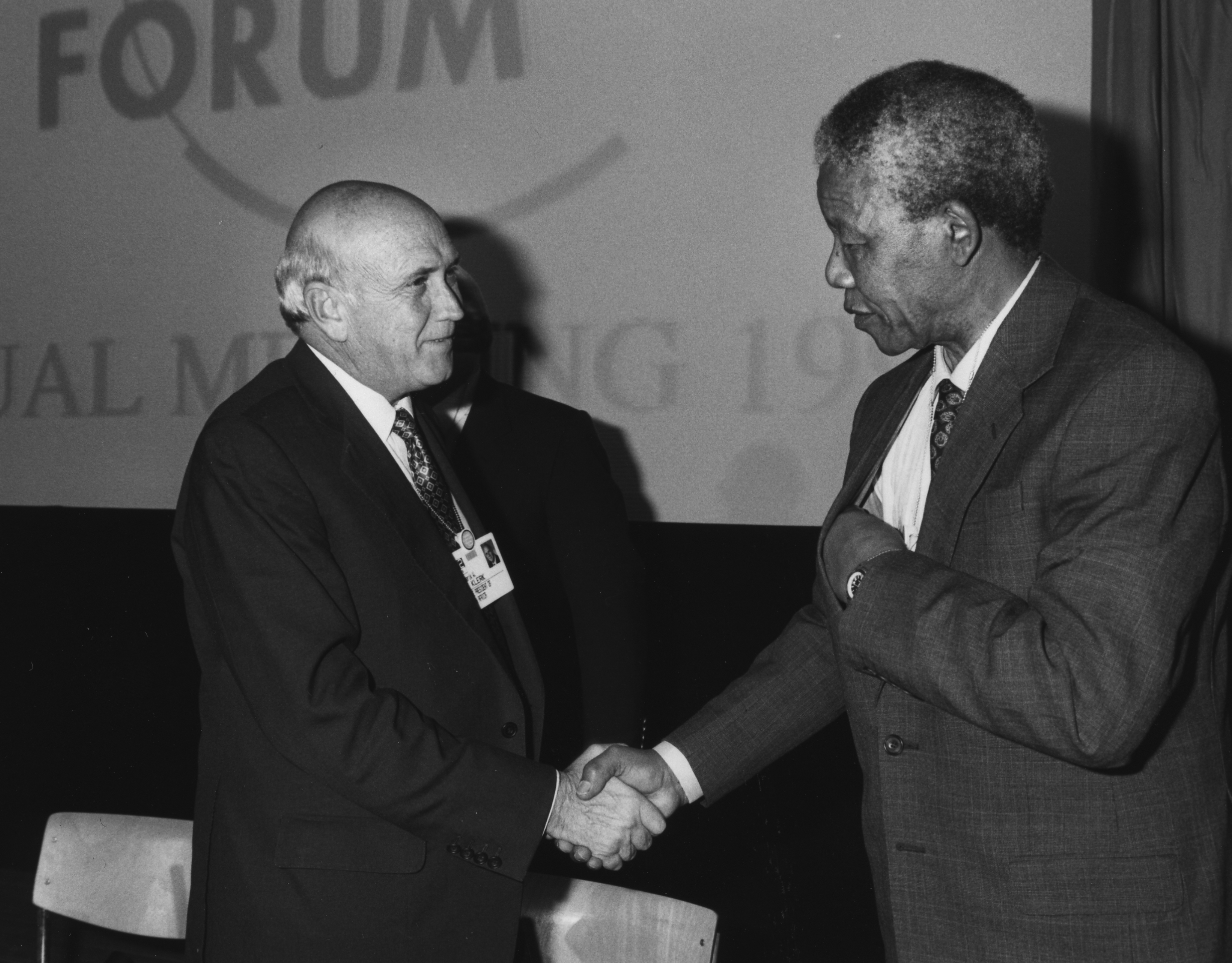
de Klerk và Mandela trong Đại hội Kinh tế Thế giới tại Davos năm 1992

Tháng 9 năm 1989, ông trở thành tổng thống Nam Phi thay thế nhà độc tài Pieter Willem Botha. Nhờ vị trí này, và với quyết tâm, ông đã cải cách để từng bước phá bỏ chủ nghĩa phân biệt chủng tộc Apartheid. Việc ông trả tự do cho những tù nhân da màu, trong số đó có Nelson Mandela, hợp pháp hóa Đại hội Dân tộc Phi (ANC) và thương lượng để ANC từ bỏ phương pháp đấu tranh bạo động mà chuyển sang đấu tranh dân chủ, hòa bình cũng như lập hiến pháp mới, đã làm thay đổi cả đất nước Nam Phi.
Năm 1993, cùng với ANC, ông thành lập một chính phủ chuyển tiếp để chuẩn bị cho cuộc bầu cử tổng thống vào năm sau. ANC chiếm đa số phiếu, Nelson Mandela thắng cử, trở thành tổng thống Nam Phi và mở ra một kỷ nguyên mới.
Nhờ những đóng góp đó mà ông cùng với Mandela được trao giải Nobel Hòa bình năm 1993, cũng như được tạp chí Time bình chọn là Nhân vật của năm 1993.
Khi Mandela trở thành tổng thống da màu đầu tiên của Nam Phi (thay thế ông) vào năm 1994, ông là phó tổng thống thứ nhất và Thabo Mbeki là phó tổng thống thứ hai trong Chính phủ Thống nhất Quốc gia. Ông giữ vị trí này cho đến năm 1996 khi hiến pháp mới được soạn thảo. Năm 1997, ông chuyển giao sự lãnh đạo của Đảng Quốc gia cho người khác để nghỉ hưu và sống ẩn dật tại Cape Town cho đến khi qua đời.